# Mario Paonessa
Mario Paonessa (Vico Equense, 9 de diciembre de 1990) es un deportista italiano que compitió en remo.
Ganó dos medallas de bronce en el Campeonato Mundial de Remo, en los años 2016 y 2017, y dos medallas en el Campeonato Europeo de Remo, en los años 2011 y 2012.
Participó en dos Juegos Olímpicos de Verano, ocupando el octavo lugar en Londres 2012 (cuatro sin timonel) y el séptimo en Río de Janeiro 2016 (ocho con timonel).

## Palmarés internacional
| Campeonato Mundial | Campeonato Mundial        | Campeonato Mundial | Campeonato Mundial |
| Año                | Lugar                     | Medalla            | Prueba             |
| ------------------ | ------------------------- | ------------------ | ------------------ |
| 2016               | Róterdam (Países Bajos)   | Medalla de bronce  | Dos con timonel    |
| 2017               | Sarasota (Estados Unidos) | Medalla de bronce  | Ocho con timonel   |
| Campeonato Europeo |                           |                    |                    |
| Año                | Lugar                     | Medalla            | Prueba             |
| 2011               | Plovdiv (Bulgaria)        | Medalla de bronce  | Cuatro sin timonel |
| 2012               | Varese (Italia)           | Medalla de plata   | Ocho con timonel   |